# 第一岩
第一岩（英語：First Rock），是南極洲的岩石，位於南喬治亞群島，處於布勒德島東南面2公里和失望角以南4公里，在1775年由詹姆斯·庫克率領的英國探險隊發現，由英國海外領土管轄。